# 首切島
首切島（くびきりじま）は、瀬戸内海にある無人島である。岡山県備前市日生町に属する。別名見付島（みつけじま）。

## 概要
鹿久居島の沖合に位置する面積3,200平方メートルほどの小島である。備讃諸島を構成する日生諸島に属し、瀬戸内海国立公園の一部となっている。
『吉備前鑑』によれば、かつてこの島には湊があったとされているが、すでに江戸時代には無人島であった。1698年（元禄11年）から1710年（宝永7年）までの間、隣の鹿久居島が岡山藩の流刑地となった際には、改悛の情が見られない者などが、この小島に連れて来られて打ち首とされた。島名は、この歴史に由来するとされる。
現在はわずかな平地を除いて樹木に覆われており、刑場跡であることを偲ばせるものはない。